# 史蒂文斯 (加利福尼亞州)
斯蒂文斯（英語：Stevens）是位於美國加利福尼亞州克恩縣的一個非建制地區。該地的面積和人口皆未知。

## 地理
斯蒂文斯的座標為35°18′51″N 119°11′26″W / 35.31417°N 119.19056°W，而該地的平均海拔高度為104米（即341英尺）。